# گل ۲: زندگی در رؤیا
گل ۲: زندگی در رؤیا (انگلیسی: Goal II: Living the Dream) یک فیلم با ژانر درام-ورزشی به کارگردانی ژائومه کولت-سرا است. این فیلم در ۹ فوریه ۲۰۰۷ در انگلستان و در ۲۹ اوت ۲۰۰۸ در ایالات متحده منتشر شد.